# Tomas Erixon
John Erik Tomas Erixon, född 16 april 1955 i Nässjö, är en svensk före detta fotbollsspelare (mittfältare). Under karriären representerade han bland annat IFK Norrköping, Gais och Västerås SK. Han är känd under smeknamnen "X:et" och "Sprech".

## Biografi
Erixon kom fram som ytterback i Nässjö FF. Han värvades inför säsongen 1977 av Jönköpings Södra IF, och efter en fin säsong för Jönköpingsklubben värvades han 1978 vidare till allsvenska IFK Norrköping. I den sistnämnda klubben spelade han under två säsonger sammanlagt 26 allsvenska matcher (3 mål). Dessutom spelade han i dubbelmötet mot Hibernian FC i Uefacupen 1978/1979, innan han 1980 lämnade klubben för lilla IF Hallby i division III.
Efter två år i Hallby värvades han 1982 av Gais, som också de vid denna tid spelade i division III. I Gais gjorde han sig känd som specialist på fasta situationer; hans långa inkast var en viktig nyckel för att låsa upp låga försvar, och han tog även hand om frisparkar och hörnor. Han var även löpstark och gjorde ofta fina ruscher längs kanterna, som gärna avslutades med luriga "bananinlägg". På sina två säsonger i Gais gjorde han sammanlagt 39 seriematcher (8 mål), och han var 1983 med om att spela upp Gais i division II igen.
Därefter lämnade Erixon klubben för Norrby IF, och han spelade även med IF Elfsborg innan han 1987 gick till Västerås SK. 1988 återvände han till Nässjö FF.

### Tränarkarriär
Långt efter den aktiva karriären gjorde Erixon 2019 comeback i Gais som tränare tillsammans med Patrik Ingelsten, sedan den tidigare tränaren Bosko Orovic fått sparken. Erixon kom då från en tränarroll i Aneby SK i division IV. Duon Ingelsten/Erixon klarade ett krisande Gais kvar i Superettan, men uppdraget varade likväl bara säsongen ut, innan de båda ersattes av Stefan Jacobsson.

## Familj
Erixon är bror till löparen Mats Erixon, som tävlat i både OS och VM. Han är gift med Mona (född Åhman), som spelade fotboll med Öxabäcks IF och även gjorde 17 landskamper.